# Waldshut-Tiengen
Waldshut-Tiengen város Németországban, Baden-Württemberg tartományban.
A város az 1975-ös évi közigazgatási törvénymódosítás következtében jött létre, amikor egyesítették a két korábbi azonos nevű várost. A felső-Rajna mentén fekszik, északon a Fekete-erdő (Schwarzwald) déli peremén. Lakossága 22670 fő. Walshut-Tiengen a Felső-Rajna bevásárló-városa, kapu a Fekete-erdőhöz, híd Svájchoz. Több apróbb településből áll így: Aichen, Breitenfeld, Detzeln, Krenkingen, Eschbach, Indlekofen, Oberalpfen Waldkirch és Gurtweil

## Waldshut
A várost 1249-ben a I. Rudolf német király alapította, hogy megerősítse pozícióját Hotzenwaldban.  A város akkoriba több privilégiumot is kapott, melyeknek köszönhetően jelentősen fejlődni kezdett. 1525-ben Parasztháborúhoz csatlakozott, aminek büntetéseként megvonták előjogait, és ismételten a Habsburgoknak kellett alávetnie magát, Elő-Ausztria részeként. Időben azonban ismét fejlődésnek indult, és a város hírneve hajdani fényét visszanyerte. A waldshuti háborúban 1468-ban a Svájci Államszövetség és az Osztrák nemesség területszerzési harcaiban a város részlegesen megsemmisült. A város védői túlnyomórészt agglegények voltak, ők alakították a még mai is létező céhet, ami a „Waldshuter Junggesellen 1468” nevet viseli. Ma is minden év augusztusában tartják a „Waldshuter Chilbi“ – t a város ostromára emlékezve. A Harmincéves háborúban (1618-1648) a város többször volt ostromolva, majd lerombolva mind a svédek mind császári seregek által. 1803-ban szakított a város a Habsburg uralommal és csatlakozott a Badeni Nagyhercegséghez, majd területe közigazgatásilag többször módosult, végleges formáját 1973-ban nyerte el.

## Tiengen
Wadshut-tól keletre fekszik, ahol a Wutach folyó a Rajnába torkollik. Földrajzilag Tiengen már Kettgau-hoz tartozik. A város területén folyik még a Steina és Schlücht folyó, mindkettő a Wutach-ba torkollik.
Az okmányokban először i.sz. 858-ban említik először a nevét, de gazdag történelme jóval korábbra nyúlik vissza. Kelták, rómaiak, majd allemannok telepedtek itt le korábban. 1482-ben a Kettgau grófjai rezidencia lett. 1499-ben a második Svájci háborúban porig rombolták, ezért a legrégebbi építőanyag a városba ebből az időből maradt fenn. 1806 megszűnt a  Kettgaui grófság és csatlakozott a Badeni Nagyhercegséghez

## A címerei

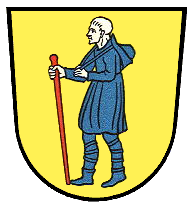
Waldshut
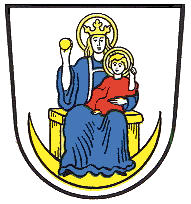
Tiengen
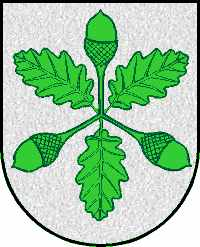
Aichen
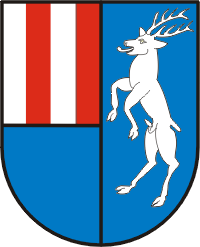
Breitenfeld
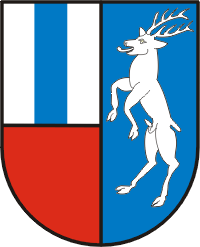
Detzeln
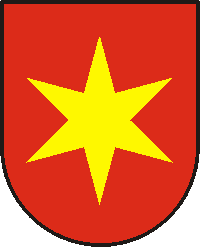
Eschbach
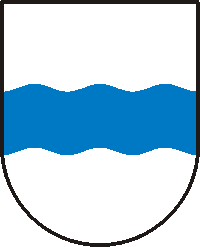
Gurtweil
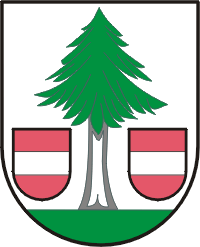
Indlekofen
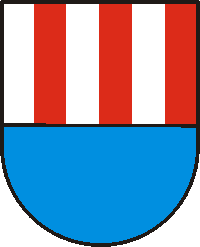
Krenkingen
Oberalpfen
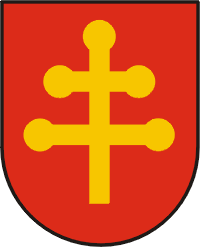
Schmitzingen

## Látnivalók

### Waldshut
Felső – Kapu (Obere Tor) Schaffhauser – Kapunak is nevezik, a város jellegzetessége, 13. századi alapokra épült, 1864-ig fogdaként szolgált.
A Kaiser-strasse a város főutcája, melyet keresztülszel egy kis patak, a sétálóutcát 2 kút díszíti, mindkét oldalát 16-18. századi polgárházak övezik. Az utca nyugati végén található az Alsó – Kapu (Untere Tor), más néven a Basler – Tor.
Sajátos épületek még: Schultheißsche Haus, Greiffenegg-Schlössle, Waldvogtei, alte Metzig, Rathausés a Gottesackerkapelle.

### Tiengen
Legjellegzetesebb épületei a régi kastély (Alte Schloss) ami egy korábbi lakótornya volt az egykori várnak és az új Kastély (Neue Schloss) ami korábban a von Schulz grófok rezidenciája volt, és a 30 éve háború után újjá lett építve.
A város erődítményének saroktornya a Storchenturm, a 13. században épült és korábban fogház volt, ma is visel gólyafészket, amiről a nevét is kapta.
A városháza a 16. században épült, a Heilig-Kreuz-Kapelle már 1509-ben említést tesznek, mai formáját 1631-ben nyerte el. A városban számos régi templomépületet csodálhatunk meg.
A közeli Weilheim községben található a Gut-Krenkingen várrom.